# Contadero (kommun)
Contadero är en kommun i Colombia. Den ligger i departementet Nariño, i den sydvästra delen av landet, 600 km sydväst om huvudstaden Bogotá. Antalet invånare är 6 667. Arean är 42 kvadratkilometer.
Terrängen i Contadero är huvudsakligen kuperad, men österut är den bergig.